# Alluaudomyia bifasciata
Alluaudomyia bifasciata är en tvåvingeart som beskrevs av Tokunaga 1963. Alluaudomyia bifasciata ingår i släktet Alluaudomyia och familjen svidknott. Inga underarter finns listade i Catalogue of Life.